# صاحبزاده فاروق علی
صاحبزاده فاروق علی (انگلیسی: Sahibzada Farooq Ali؛ زادهٔ ۵ سپتامبر ۱۹۳۱) سیاست‌مدار اهل پاکستان است. وی از سال ۱۹۷۳ تا ۱۹۷۷ رئیس مجلس ملی پاکستان بوده‌است..